# Philip N. Johnson-Laird
Philip Johnson-Laird (nacido el 12 de octubre de 1936 en Leeds, Inglaterra) es catedrático en el departamento de psicología de Princeton University y autor de numerosos libros en cognición humana y psicología del pensamiento.
Estudió en la Culford School y el University College London donde obtuvo el premio Rosa Morison Medal en 1964 y la beca de estudios James Suly entre los años 1964 y 1966. Se licenció en 1964 y obtuvo el doctorado en 1967 en el University College London. Fue elegido miembro de la junta de gobierno en 1994.

## Carrera profesional
Su incorporación en el libro Who's Who en la edición del 2007 muestra su carrera profesional:
- 10 años de diferentes trabajos, como músico y crítico musical, portero de hospital, bibliotecario, previos a su ingreso en la universidad.
- 1966-73: Profesor asociado, más tarde profesor titular, de Psicología en el UCL.
- 1971-72: Profesor visitante en el Institute for Advanced Study de Princeton, New Jersey.
- 1973: Catedrático asociado en Psicología Experimental en la University of Sussex.
- 1978: Investigador invitado en la Stanford University
- 1983-89: Subdirector del Medical Reserch Council, Unidad de Psicología Aplicada en la Cambridge University.
- 1984-89: Miembro de la junta de gobierno en el Darwin College, Cambridge.
- 1985: Investigador invitado en la Stanford University
- 1986: catedrático en el departamento de psicología de la Universidad de Princeton.

## Reconocimientos y premios
Es miembro de la American Philosophical Society, miembro de la Royal Society, miembro de la British Academy, premio William James Fellow de la Association for Psychological Science, y miembro de la Cognitive Science Society. Ha sido nombrado Doctor Honoris Causa por las siguientes universidades de Göteborg, 1983; Padua, 1997; Madrid, 2000; Dublín, 2000; Ghent, 2002; Palermo, 2005. Obtuvo el premio Spearman Medal en 1974, el British Psychological Society President's Award en 1985; y el Premio Internacional de la Fyssen Foundation en 2002.
Junto con muchos otros eruditos, en el año 2001 Johnson-Laird impartió clases durante las Gifford Lectures en Natural Theology en la University of Glasgow, publicadas bajo el título La Naturaleza y los Límites del Entendimiento Humano (ed. Anthony Sanfor, T & T Clark, 2003). Es miembro de la United States National Academy of Sciences desde el año 2007.

## Obra
Durante sus años de estudio en el University College London conoció a Peter Wason, con el que entabló una buena amistad. Peter Wason fue quien posteriormente le dirigió su tesis doctoral, doctorándose en 1967. La colaboración entre Wason y Johnson-Laird culminó con la publicación en 1972 del libro Psicología del razonamiento.
En 1971, durante su estancia en el Institute for Advanced Study de Princeton, New Jersey, comenzó una colaboración con George Miller sobre la "teoría del significado", que culminó con la publicación conjunta de Language and Perception (1976) obra que ha tenido una indudable influencia en su trabajo psicolingüístico posterior.
En su obra Mental Models, publicada en 1983, propone una teoría semántica sobre representación e inferencia y defiende la necesidad de los modelos computacionales en psicología.

## Publicaciones en castellano
- Johnson-Laird, Philip N (1981). Psicología del razonamiento Monografía. Editorial Debate. ISBN 978-84-7444-042-3.

- Johnson-Laird, Philip N (1985). C P-M Manual para programadores. McGraw-Hill/Interamericana de España, S.A. ISBN 978-84-493-0995-3.

- Johnson-Laird, Philip N (1990). El Ordenador y la Mente: introducción a la ciencias cognitivas. Monografía. Ediciones Paidos Ibérica, S.A. ISBN 978-84-7509-589-9.

- Johnson-Laird, Philip N (2000). El Ordenador y la Mente. Monografía. Ediciones Paidos Ibérica, S.A. ISBN 978-84-493-0995-3.

## Selección de publicaciones en inglés
- Johnson-Laird, Philip N (2006). How We Reason. Oxford University Press. ISBN 978-0-19-856976-3.

- Johnson-Laird, Philip N (1998). Computer and the Mind: An Introduction to Cognitive Science. Harvard University Press. ISBN 978-0-674-15616-6.

- Johnson-Laird, Philip N (1993). Human and Machine Thinking (Distinguished Lecture Series). LEA, Inc. ISBN 978-0-8058-0921-3.

- Johnson-Laird, Philip N (with Ruth M. J. Byrne) (1991). Deduction. Psychology Press. ISBN 978-0-86377-149-1.

- Johnson-Laird, Philip N (1988). The computer and the Mind. Harvard University Press.

- Johnson-Laird, Philip N (1987). A taxonomy of thinking. R.J.Sternberg y E.E.Smith(eds).The Psychology of of Human Thinking. Cambridge University Press.

- Johnson-Laird, Philip N (1983). Mental Models: Toward a Cognitive Science of Language, Inference and Consciousness. Harvard University Press. ISBN 978-0-674-56882-2.

- Johnson-Laird, Philip N (1987). The development of reasoning. En G. Butterworth y P. Bryant (eds.) Causes of Development; Interdisciplinary Perspectives. Hassocks, Sussex: Harvester Press. ISBN 978-0-674-56882-2.

- Johnson-Laird, Philip N (with Peter Cathcart Wason) (1977). Thinking: Readings in Cognitive Science. Cambridge University Press.

- Johnson-Laird, Philip (1977). Psycholinguistics without linguistics. N.S Sutherland (ed). Tutorial Essays in Psychology, vol1, Hillsdale, N. Jersey.

- Johnson-Laird, Philip N (with George Armitage Miller) (1976). Language and Perception. Belknap Press. ISBN 978-0-674-50948-1.

- Johnson-Laird, Philip N (with Peter Cathcart Wason) (1972). Psychology of Reasoning: Structure and Content. Harvard University Press. ISBN 978-0-674-72127-2.

- Johnson-Laird, P. N. (2002). «Peirce, logic diagrams, and the elementary operations of reasoning». Thinking & Reasoning 8 (1). pp. 69-95. doi:10.1080/13546780143000099.